# راسکو کارنز
راسکو کارنز (انگلیسی: Roscoe Karns؛ ۷ سپتامبر ۱۸۹۱ – ۶ فوریهٔ ۱۹۷۰) هنرپیشه اهل کشور ایالات متحده آمریکا بود. وی در بین سال‌های ۱۹۱۵ تا ۱۹۶۴ در حدود ۱۵۰ فیلم بازی کرد.

## مرگ
کارنز در بیمارستان سنت وینسنت در لس آنجلس بستری شد  و در بیمارستان درگذشت. 

## فیلمشناسی
- در یک شب اتفاق افتاد
- بال‌ها
- کشتی هوایی
- خواننده جاز
- گناهکاران خندان
- منشی همه‌کاره او
- آلیس در سرزمین عجایب
- زن سال
- ده فرمان
- توئنتی‌اث سنچری
- تو و من
- ازدواج آخر هفته
- زندگی بزمی